# Medizinphysiker
Medizinphysiker (auch Medizinphysik-Experte oder MPE) ist ein Beruf der angewandten Physik, der mit Aufgaben der Medizinischen Physik befasst ist. Dies umfasst einerseits sowohl die Erforschung physikalischer Gesetzmäßigkeiten in der Medizin als auch die Entwicklung von neuen technischen Verfahren für den klinischen Einsatz. In dieser Hinsicht gibt es eine enge Kooperation mit den spezifischen Ingenieurwissenschaften. Andererseits hat der technische Anspruch in manchen Fächern der Apparate-Medizin inzwischen einen Stand erreicht, der die Einbeziehung von Medizinphysikern auch in der täglichen klinischen Arbeit notwendig macht.

## Historie
Der erste Nobelpreis in Physik überhaupt wurde 1901 Wilhelm Conrad Röntgen „als Anerkennung des ausserordentlichen Verdienstes, den er sich durch die Entdeckung der nach ihm benannten Strahlen erworben hat“ verliehen. Eine Entdeckung, die mit einer von ihm nicht patentierten technischen Erfindung zur Erzeugung der "X-Strahlen" zusammenhing, welche schon 1896 im Jahr nach der Entdeckung in der Medizin für Furore sorgte. Die auch heute noch dominierende klinische Anwendung der von ihm entdeckten Strahlen erlauben es, ihn posthum als einen der ersten Medizinphysiker zu bezeichnen, wobei er niemals selber klinisch tätig war.
Es vergingen 61 Jahre, bis die ersten Physiker für ihre wissenschaftliche Forschung den Nobelpreis für Physiologie oder Medizin 1962 erhielten. Dabei handelt es sich um Francis Harry Compton Crick und Maurice Wilkins und „ihre Entdeckungen über die Molekularstruktur der Nukleinsäuren und ihre Bedeutung für die Informationsübertragung in lebender Substanz“. Ihre Ergebnisse fussten unter anderem auf den Röntgenbeugungsdiagrammen der zum Zeitpunkt der Nominierung schon verstorbenen Biochemikerin Rosalind Franklin.
Die erste Physikerin, welche 1977 den Nobelpreis für Physiologie oder Medizin erhielt, war Rosalyn Sussman Yalow. Sie war auch Nuklearmedizinerin und bekam den Preis für „die Entwicklung radioimmunologischer Methoden der Bestimmung von Peptidhormonen“; insbesondere entwickelte sie das Radioimmunassay und forschte auf dem Gebiet der quantitativen Bestimmung des Insulinspiegels im Blut.
Zwei Jahre später wurden der Elektrotechniker Godfrey Hounsfield und der Physiker Allan McLeod Cormack 1979 Träger dieses Preises. Allan Cormack hat Anfang der 60er Jahre die theoretischen Grundlagen der Computertomographie dargelegt, auf deren Basis Godfrey Hounsfield fast 10 Jahre später das erste Gerät entwickelte.
Den bislang letzten Nobelpreis für Physiologie oder Medizin an einen Physiker wurde 2003 dem Physiker Peter Mansfield sowie dem Chemiker Paul Christian Lauterbur verliehen. Beide wurden „für ihre Entdeckungen zur Bildgebung durch Magnetresonanz“ ausgezeichnet.

## Klinische Tätigkeit
Häufigstes Arbeitsgebiet in der klinischen Routine ist derzeit die angewandte Strahlenphysik in den entsprechenden medizinischen Disziplinen Strahlentherapie, Röntgendiagnostik und Nuklearmedizin. Die Tätigkeit und der Ausbildungsweg auf diesem Gebiet ist weltweit durch eine entsprechende nationale Gesetzgebung im Strahlenschutz streng reglementiert. Die Berufsbezeichnung ist dennoch in den meisten Ländern bisher nicht gesetzlich geschützt. Es gibt Ansätze, insbesondere koordiniert vom europäischen Dachverband, der European Federation of Organisations for Medical Physics (EFOMP), die Aus- bzw. Weiterbildung in Europa zu vereinheitlichen oder zumindest eine gegenseitige Anerkennung zwischen verschiedenen Ländern zu erreichen.
Im deutschsprachigen Raum kann der Medizinphysiker mit dem entsprechenden Fachausweis zum Strahlenschutzbeauftragten für den physikalisch-technischen Bereich bestellt werden.
In Deutschland sind die Aufgaben des Medizinphysikers in den entsprechenden Richtlinien definiert. Nach der Strahlenschutzverordnung darf eine Behandlung mit radioaktiven Stoffen (Nuklearmedizin) oder ionisierender Strahlung mit individuellem Bestrahlungsplan (übliche Strahlentherapie von bösartigen Tumoren und speziellen gutartigen Erkrankungen) nur durchgeführt werden, wenn ein Medizinphysik-Experte anwesend ist. Die genaue Bedeutung von "anwesend sein" (im Gebäude, im Klinikgelände oder in x Minuten erreichbar) wird i. d. R. in der jeweiligen Betriebszulassung der Länderbehörden festgelegt. In der Schweiz werden der Weiterbildungsweg, die Aufgaben und Kompetenzen eines Medizinphysikers in mehreren Verordnungen auf Bundesebene beschrieben.
Es gibt den Medizinphysiker in einer weniger stark reglementierten Form aber auch als Ausbildungsgang Audiologie oder Lasermedizin.
Da sie in einem spezifisch angewandten Bereich arbeiten, sind Medizinphysiker in verschiedenen, teilweise rein medizinischen Fachgesellschaften organisiert. Im deutschsprachigen Raum werden sie jedoch hauptsächlich vertreten durch die Deutsche Gesellschaft für Medizinische Physik (DGMP), die Schweizerische Gesellschaft für Strahlenbiologie und Medizinische Physik (SGSMP) sowie die Österreichische Gesellschaft für Medizinische Physik (ÖGMP).

### Strahlentherapie
In der Strahlentherapie ist der Medizinphysiker als Partner des Arztes für den technischen Inhalt der Bestrahlungspläne verantwortlich. Insbesondere hat der Medizinphysiker sicherzustellen, dass innerhalb der strahlentherapeutischen Behandlungskette die richtige Strahlendosis verabreicht wird. In den Zuständigkeitsbereich fallen ferner der betriebssichere Zustand der Bestrahlungsgeräte und somit die messtechnische Qualitätssicherung. Er gibt die Geräte für den Therapiebetrieb frei oder legt diese bei Mängeln still und führt eine Entstörung herbei.

### Diagnostik
In Deutschland wurde mit Inkrafttreten der neuen Strahlenschutzverordnung am 31. Dezember 2018 die Mitarbeit eines Medizinphysikexperten im Bereich der Röntgendiagnostik, insbesondere beim Betrieb von Computertomographen und Angiographieanlagen, verpflichtend vorgeschrieben. Der MPE ist verantwortlich für die Optimierung des Strahlenschutzes und die Auswahl der einzusetzenden Gerätschaften. Er überwacht die Exposition der in der radiologischen Diagnostik tätigen Personen. Bei Strahlenschutzvorkommnissen untersucht er diese und stellt Risikoanalysen bei der Behandlung an. Außerdem weist er die bei der Anwendung ionisierender Strahlung tätigen Personen ein.
Auch in der Schweiz regelt der Artikel 36 der revidierten Strahlenschutzverordnung seit 1. Januar 2018 die Zuständigkeiten dahingehend, dass bei standardisierten Anwendungen in der Nuklearmedizin, in der Computertomografie, bei interventionellen radiologischen Anwendungen sowie in der Fluoroskopie im mittleren und Hochdosisbereich eine Medizinphysikerin oder ein Medizinphysiker einzubeziehen ist.

## Weiterbildung zum Medizinphysik-Experten in Deutschland
In Deutschland ist der Begriff des Medizinphysik-Experten im Strahlenschutzgesetz (§ 5 Abs. 24 StrlSchG) und in den entsprechenden Richtlinien zur Strahlenschutzverordnung im Wesentlichen definiert über ein abgeschlossenes Hochschulstudium naturwissenschaftlich-technischer Ausrichtung mit Weiterbildung in Medizinischer Physik.

### Sachkunde
Die Weiterbildung zum Medizinphysik-Experten dauert zwei Jahre, in denen ein Physiker unter Anleitung eines fachkundigen Medizinphysik-Experten tätig sein muss. Fachgebiete für den Medizinphysik-Experten sind nach Strahlenschutzverordnung bzw. Röntgenverordnung Strahlentherapie, Nuklearmedizin und Radiologie. Die Tätigkeit wird mit einem Sachkundezeugnis belegt.

### Fachkunde
Der Erwerb der Fachkunde als Medizinphysiker setzt sich zusammen aus besonderen Strahlenschutzkursen, die von Weiterbildungsträgern entsprechend den Richtlinienanforderungen angeboten werden, und der Sachkunde-Zeit.
Ein alleiniges Fernstudium ersetzt die Sachkunde-Zeit nicht, enthält aber häufig die für die Fachkunde nötigen Kurse. Aus- und Weiterbildungsmöglichkeiten werden von verschiedenen Universitäten und anderen Hochschulen angeboten.
Danach kann die Fachkunde im Strahlenschutz beantragt werden. Dies geschieht bei der zuständigen Aufsichtsbehörde (Landesbehörde: z. B. Regierungspräsidium, Landesamt für Umwelt, Arbeitsschutz o. ä.). Die Fachkunde ist alle fünf Jahre mit einem zwölfstündigen staatlich zugelassenen Kurs aufzufrischen.

### Fachanerkennung und staatliche Anerkennung als Medizinphysiker
Die Fachanerkennung als Medizinphysiker der Deutschen Gesellschaft für Medizinische Physik ist optional und setzt 3 Jahre fachlicher Berufstätigkeit voraus und eine Weiterbildung von etwa 360 Unterrichtsstunden. Es gibt Bestrebungen, aus Gründen eines besseren Ausbildungsniveaus, zum Patientenschutz und im Rahmen der Harmonisierung mit EU-Bestimmungen, in Deutschland ein sogenanntes Medizinphysiker-Gesetz zu verabschieden. Die Strahlenschutzkommission hat bereits 1998 die staatliche Anerkennung der Weiterbildung zum Medizinphysiker empfohlen. Derzeit ist nur im Land Berlin die Berufsbezeichnung Medizinphysiker geschützt.

## Weiterbildung zum Medizinphysiker in der Schweiz
In der Schweiz ist die Fachanerkennung in Medizinischer Physik der Schweizerischen Gesellschaft für Strahlenbiologie und Medizinische Physik (SGSMP) oder eine gleichwertige Ausbildung der gesetzlich geforderte Weiterbildungsrahmen.

### Erwerb der Fachanerkennung SGSMP
Die Weiterbildungsordnung der SGSMP sieht zwei Fachrichtungen vor:
- "Medizinische Strahlenphysik" mit den Fachgebieten Radio-Onkologie, Nuklearmedizin sowie diagnostische Radiologie mit Röntgenstrahlen

- "Medizinische Bildgebung" mit den Fachgebieten Nuklearmedizin sowie diagnostische Radiologie mit und ohne Röntgenstrahlen

Ein verantwortlicher Medizinphysiker in der Strahlentherapie muss nach der Schweizerischen Strahlenschutzgesetzgebung die Fachrichtung "Medizinische Strahlenphysik" aufweisen. Strahlentherapeutische Betriebe benötigen pro Beschleuniger mindestens einen Medizinphysiker mit Fachanerkennung SGSMP. Die gesetzlichen Anforderungen an einen Medizinphysiker in den Disziplinen Radiodiagnostik und Nuklearmedizin werden auch von den Vertretern der Fachrichtung Medizinische Bildgebung erfüllt.

### Weiterbildungsverfahren
Die Zulassungsvoraussetzungen für die Aufnahme in das Weiterbildungsverfahren sind ein Bachelorabschluss auf universitärer Stufe in Physik (180 ECTS) oder eine gleichwertige Ausbildung sowie ein Masterabschluss auf universitärer Stufe in Naturwissenschaften (90 ECTS) oder eine gleichwertige Ausbildung.
Die Weiterbildung hat einen praktischen und einen theoretischen Zweig:
- Im praktischen muss der Kandidat in Begleitung eines Mentors in einer klinischen Einrichtung der entsprechenden Fachrichtung mindestens 3 Jahre vollzeittätig sein.

- Der theoretische umfasst mindestens 280 Stunden Weiterbildung auf verschiedenen Gebieten der Medizinphysik[29]. Für Interessenten an einer strukturierten Weiterbildung führt die ETH Zürich einen zweijährigen berufsbegleitenden Master of Advanced Studies (MAS) in Medical Physics (67 ECTS)[30] durch. Alle zwei Jahre schließen 15 bis 25 Studierende diesen postgraduierten Kurs ab.

Ergänzt wird die Weiterbildung durch einen mehrwöchigen Strahlenschutzkurs und die Anfertigung einer schriftlichen Arbeit, in der vertiefte Kenntnisse des Faches belegt werden.
Den Abschluss bildet eine obligatorische Prüfung mit einem schriftlichen und einem mündlichen Teil. Die schriftliche Prüfung kann unter bestimmten Voraussetzungen erlassen werden. Das Verfahren vereinfacht sich für Kandidaten, die bereits einen einschlägigen ausländischen Weiterbildungstitel aufweisen. In jedem Fall müssen aber auch diese zu einer mündlichen Prüfung antreten.

### Erhalt der Fachanerkennung und Fortbildung
Derzeit halten etwa 200 Medizinphysiker die Fachanerkennung in Medizinischer Physik SGSMP.

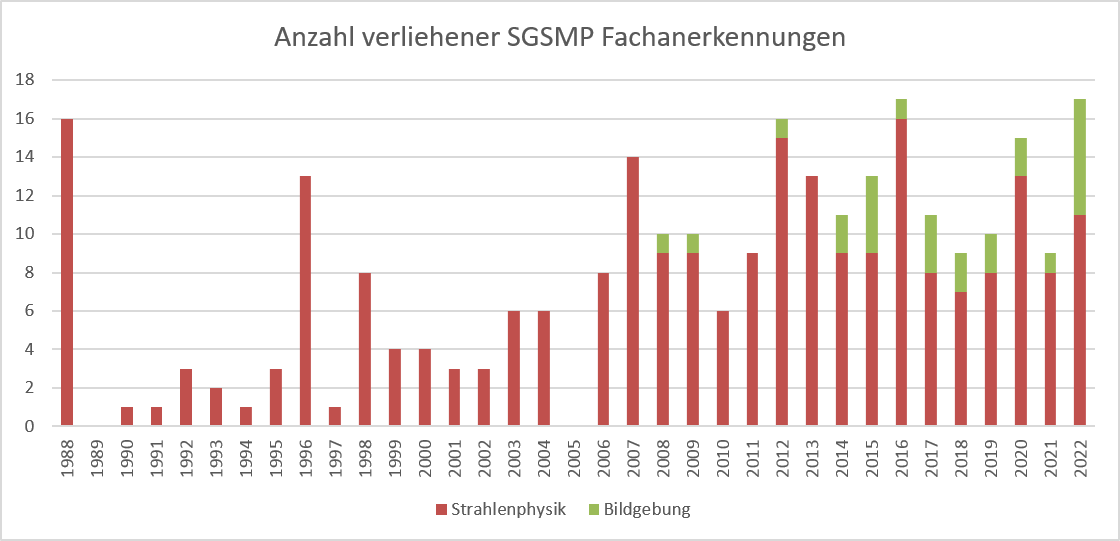
Anzahl der erteilten Fachanerkennungen in Medizinphysik SGSMP seit 1988

 Sie muss in einem fünfjährigen Zyklus durch den Nachweis einer ausreichenden beruflichen Praxis (mindestens 20 %) und Fortbildungstätigkeit (mindestens 250 Fortbildungspunkte) erneuert werden. Nach dem ersten Fortbidungszyklus wird in Anlehnung an die entsprechende Richtlinie der EFOMP der erweiterte Weiterbildungstitel Medizinphysik-Experte verliehen, der mindestens vier Jahre klinischer Praxis vorsieht.

## Gegenseitige Anerkennung der Weiterbildung

Vergleich der Verfahren zur Weiterbildung D - AT - CH, 2021

Zwischen Deutschland, Österreich und der Schweiz gibt es nur auf Stufe der Fachanerkennung Regelungen zur gegenseitigen Anerkennung. Diese sehen gegenwärtig eine Einzelfallprüfung vor, bei der sowohl die Zulassungsvoraussetzungen als auch die einzelnen Elemente der Weiterbildung bewertet werden. Auskünfte geben hier die jeweiligen Kommissionen der einzelnen Fachgesellschaften DGMP, ÖGMP und SGSMP.